# Acacia curbeloi
Acacia curbeloi är en ärtväxtart som beskrevs av Leon. Acacia curbeloi ingår i släktet akacior, och familjen ärtväxter. Inga underarter finns listade i Catalogue of Life.